# Wierzbicki

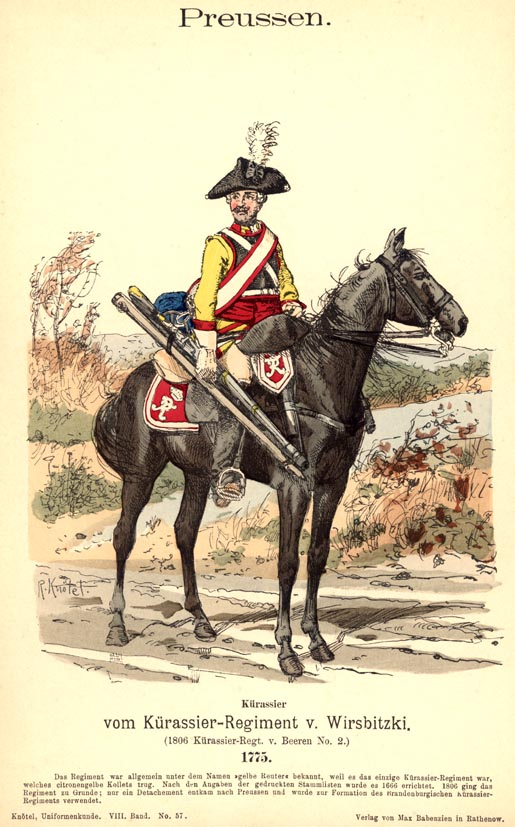

Wierzbicki ist der Name mehrerer polnischer Adels- und Uradelsgeschlechter (von poln. wierzba, „Weidenbaum“, in Deutsch etwa „bei/von den Weiden“). Er ist erstmals im Jahr 931 urkundlich belegt. Heute gibt es in Polen etwa 10.000 Träger dieses Namens. Eine eingedeutschte Schreibvariante ist Wiersbitzky.

## Geschichte
Die Familien breitete sich von Pommerellen, dem späteren Westpreußen ausgehend, über ganz Polen aus mit Zweigen in Litauen, Russland und in Wolhynien. Heiratsverbindungen bestanden zu bekannten polnischen Familien, wie z. B. den Fürsten Czetwertyński und Radziwiłł, den Grafen Konpopacki, Działyński, Małachowski, Mielżyński, Potocki, Raczyński, Rzewuski und Zamoyski.
Sie brachten in über 1000 Jahren vier Wojwoden, sechs Kastellane (polnische Burggrafen), vier Bischöfe und fünf polnische Generäle, sowie 15 preußische Generäle hervor. Drei Mitglieder trugen den Weißen Adler-Orden, die höchste Auszeichnung Polens.
Der Name Wierzbicki wurde in verschiedenen Sprachen und Zeiten unterschiedlich geschrieben, unter anderem Wiersbitzki, Wiersbitzky, Wirsbitzke, Вержбицький (Verzhbitsky).

## Bekannte Namensträger
- Gottlob Karl Ludwig von Corvin-Wiersbitzki (1756–1817), preußischer Generalmajor
- Heinrich Friedrich Ernst von Corvin-Wiersbitzki (1768–1823), preußischer Generalmajor
- Ludwig von Corvin-Wiersbitzky (1789–1872), preußischer Generalleutnant
- Wacław Wierzbicki herbu Radwan  (gestorben 1555), Bischof von Samogitien (1534–1555)
- Wiktoryn Wierzbicki herbu Radwan  (gestorben 1588), Bischof von Zmudz und Luzk (1565–1567), erster geistlicher Senator im Senat der Republik
- Georg Ludwig von Wiersbitzki (1717–1778), preußischer Generalmajor
- Johann Karl von Wiersbitzki (1764–1834), preußischer Landrat
- Ludwik Wierzbicki herbu Ślepowron (1834–1912), Direktor der Staatsbahnen in Lviv, Assistant Professor an der Technischen Universität Lwow, Mitglied des Parlaments, Stadtrat von Lemberg
- Alicia Fulford-Wierzbicki, Schauspielerin
- Anna Wierzbicka (* 1938 in Polen), Linguistin
- Peter Wierzbicki (1794–1847), Chirurg und Botaniker aus Oravița im Banat
- Felix Paul Wierzbicki, (1815–1860) polnisch-amerikanischer Schriftsteller, Autor der Erstbeschreibung von Kalifornien in Englisch
- Andrzej Wierzbicki (1877–1961) polnischer Handels- und Industrieminister
- Jan Wierzbicki (1888–1946), polnischer Rechtsanwalt und Aktivist der polnischen Gemeinde in Lettland, Mitglied des Parlaments (1922 bis 1934), stellvertretender Minister für innere Angelegenheiten der Republik Lettland
- Witold Wierzbicki (1890–1965), polnischer Bauingenieur
- Eugeniusz Wierzbicki (1909–1991), polnischer Architekt
- Zbigniew Tadeusz Wierzbicki (* 1919 in Warschau), polnischer Soziologe
- Piotr Wierzbicki (* 1935 in Warschau), polnischer Journalist, Schriftsteller und Musikkritiker
- Zbigniew Wierzbicki (* 1937 in Vilnius), polnischer Architekt und Dozent an der Akademie der Bildenden Künste in Gdańsk
- Janusz Wierzbicki (* 1947 in der Gemeinde Jabłonna Lack), polnischer Politiker und Mitglied des zweiten Sejm
- Leonard Wierzbicki, Präsident von Graudenz (1945), Danzig (1945–1946) und Sopot (1946–1948)
- Robert Jaroslaw Wierzbicki, Professor an der Hochschule Mittweida
- Alfred Marek Wierzbicki (* 1957), polnischer Philosoph
- Elisabeth Wierzbicka Wela (* 1964 in Kraków), Kunstmalerin und Bildhauerin
- Andrzej Wierzbicki (1975–1978), Dekan des Department of Electronics and Information Technology der Technischen Universität Warschau
- Marek Wierzbicki (* 1965 in Bukowno), polnischer Fußballspieler und -trainer
- Marcin Wierzbicki (* 1969), polnischer Komponist und Musikpädagoge
- Maciej Wierzbicki (* 1971 in Warschau), polnischer Schauspieler
- Łukasz Wierzbicki (* 1974 in Posznan), polnischer Schriftsteller
- Krzysztof Wierzbicki, polnischer Regisseur und Schauspieler
- Jamie Wierzbicki (Adrian Peter Wierzbicki; * 1988), deutscher Stand-Up Comedian und Autor
- Andrzej Stanisław Wierzbicki (* 27. Oktober 1942 in Krakau), polnischer Historiker der Geschichtsschreibung des 19. und 20. Jahrhunderts.

### Die Wappengemeinschaften der verschiedenen Familien mit ihrem Namen
(poln. Herb szlachecki)
Es gibt mehrere Adelsgeschlechter mit diesem Familienname, ohne Blutsverwandtschaft, benutzte verschiedene Wappen:
- Wierzbicki mit Wappen Gryf
- Wierzbicki mit Wappen Jastrzębiec
- Wierzbicki mit Wappen Lubicz
- Wierzbicki mit Wappen Nieczuja
- Wierzbicki mit Wappen Ślepowron
- Wierzbicki mit Wappen Korwin
- Wierzbicki mit Wappen Nałęcz
- Wierzbicki mit Wappen Radwan
- Wierzbicki mit Wappen Leliwa
- Wierzbicki mit Wappen Grzymała
- Wierzbicki mit dem Wappen Dołęga
- Wierzbicki mit dem Wappen Ogończyk
- Wierzbicki mit dem Wappen Prus

|  |  |  |  |
|  |  |  |  |

## Belege
1. ↑  Moi krewni